# Senice (rivière)
La Senice est une rivière de la Tchéquie d'une longueur de 32,5 km. Elle est un affluent de la Vsetínská Bečva et donc un sous-affluent du Danube par la Bečva et la Morava.